# لورن لپکس
دورتا لورن آلگرا لپکِـس (انگلیسی: Dorthea Lauren Allegra Lapkus؛ زادهٔ ۶ سپتامبر ۱۹۸۵) بازیگر اهل ایالات متحده آمریکا است. وی از سال ۲۰۰۵ میلادی تاکنون مشغول فعالیت بوده‌است.
از فیلم‌ها یا مجموعه‌های تلویزیونی که وی در آن‌ها نقش داشته‌است، می‌توان به نارنجی مد جدید است، دنیای ژوراسیک، شب افتتاحیه و شما اینجایید و فصل یازدهم سریال معروف تئوری بیگ بنگ اشاره نمود.